# Chicken Scratch (album)
Chicken Scratch è un album ska del produttore reggae giamaicano Lee "Scratch" Perry, prodotto da Coxsone Dodd e pubblicato dall'etichetta Heartbeat nel 1989.
Contiene le primissime registrazioni di Lee Perry, in veste di cantante, effettuate per l'etichetta di Dodd, la famosa Studio One nel periodo 1963-1966 con il contributo musicale del gruppo degli Skatalites.
Il disco è stato ristampato in edizione deluxe nel 2008, sia su CD che su LP, con l'aggiunta di alcune bonus tracks dello stesso periodo e 13 mix originali delle canzoni.

## Tracce

### CD (del 1989)
1. Please Don't Go - Lee Perry & The Soulettes
2. Chicken Scratch
3. Feel Like Jumping
4. Solid As A Rock - Lee Perry & The Dynamites
5. By Saint Peter - Lee Perry & The Soulettes
6. Tackoo
7. Roast Duck - King Scratch & The Dynamites
8. Man To Man - Lee Perry & The Wailers
9. Gruma - King Scratch & The Dynamites
10. Jane Ann & The Pumpkin
11. Just Keep It Up - Lee Perry & The Dynamites
12. Puss In Bag - Lee Perry & The Soulettes

### CD edizione deluxe
L'edizione deluxe del 2008 contiene le seguenti tracce:
1. Feel Like Jumping (Single Mix) - 02:28
2. Chicken Scratch - 02:50
3. Please Don't Go (Single Mix) - Lee Perry & The Soulettes - 03:12
4. Solid as a Rock - 02:40
5. By Saint Peter (Single Mix) - Lee Perry & The Soulettes - 02:31
6. Tackoo - 02:09
7. Roast Duck - Lee Perry & The Dynamites - 02:32
8. Hand to Hand (Single Mix) - Lee Perry & The Wailers - 02:25
9. Gumma (Single Mix) - Lee Perry & The Dynamites - 01:58
10. Rape Bait aka Jane Ann and the Pumpkin (Single Mix) - 01:53
11. Just Keep It Up (Single Mix) - 02:49
12. Open Up (Cook Book) aka Puss in Bag (Single Mix) - Lee "King" Perry - 02:47
13. Mother in Law (Single Mix) - 03:13
14. Madhead (Single Mix) - 02:52
15. Help the Weak (Single Mix) - Lee "King" Perry - 02:38
16. Cannot Wrong (And Get Right) (Single Mix) - 02:23
17. John Tom (Single Mix) - Lee Perry & The Dynamites - 02:35
18. Run Rudie Run - Lee "King" Perry & the Gaylads - 02:50

## Musicisti
- Lee Perry - voce
- Lloyd Knibb - batteria
- Lloyd Brevett - basso
- Jah Jerry - chitarra
- Jackie Mittoo - pianoforte
- Deadly Headly, Lester Sterling - sassofono alto
- Tommy McCook, Roland Alphonso - sassofono tenore
- Don Drummond - trombone
- Johnny Dizzy Moore - tromba